# Bonifacio VII (antipapa)
Bonifacio VII (Italia, ¿? - Roma, 20 de julio de 985) fue un antipapa que ocupó el trono pontificio de forma ilegal en dos ocasiones, en 974 y entre 984 y 985. Fue considerado por sus coetáneos como un «monstruo».

## Primer antipapado
En el año 974, durante el pontificado de Benedicto VI, aprovechando la muerte del protector de este, el emperador germánico Otón I, el patricio de Roma Juan Crescencio nombra papa al cardenal diácono Francone Ferruchi que adopta el nombre de Bonifacio VII.
En esta primera etapa sólo gobernó la Iglesia durante seis semanas, el tiempo que tardó el conde Sicco de Spoleto en llegar a Roma en calidad de representante del nuevo emperador Otón II y obligar a Bonifacio a huir de la ciudad y refugiarse en Constantinopla, donde se llevó consigo parte del tesoro de la Iglesia. No obstante en ese breve período hizo estrangular al papa legítimo, Benedicto VI. Tras su huida es elegido nuevo Papa Benedicto VII, quien excomulga al antipapa Bonifacio como una de sus primeras medidas.

## Segundo antipapado
Bonifacio permaneció en Constantinopla durante diez años hasta que, en 984, aprovechando la muerte de Otón II y que su sucesor, Otón III, tiene apenas tres años de edad, regresa a Roma y con la complicidad de Crescencio II, hijo del citado Juan Crescencio, encarcela al papa que entonces regía los destinos de la Iglesia, Juan XIV, y vuelve a ocupar el solio pontificio casi durante un año. 
El papa legítimo, Juan XIV, falleció de hambre durante su encarcelamiento, por lo que Bonifacio VII está considerado como el asesino de dos papas.
Bonifacio VII falleció asesinado el 20 de julio de 985, siendo su cadáver mutilado y arrastrado por las calles romanas hasta terminar expuesto a los pies de la estatua de Constantino.